# Seemannaralia gerrardii
Seemannaralia es un género monotípico de fanerógamas perteneciente a la familia  Araliaceae, que comprende una única especie: Seemannaralia gerrardii (Seem.) R.Vig.. Es originaria del sur de África.

## Descripción
Es un árbol perennifolio que alcanza un tamaño de  2 - 15 m de altura a una altitud de  610 - 1830 metros.

## Taxonomía
Seemannaralia gerrardii fue descrita por (Seem.) R.Vig. y publicado en Annales des Sciences Naturelles; Botanique, série 9 4: 118. 1906.
Sinonimia
- Cussonia gerrardii Seem., J. Bot. 4: 298 (1866).
- Panax gerrardii (Seem.) Harv., Gen. S. Afr. Pl., ed. 2: 147 (1868).[2]